# Sojuz 1

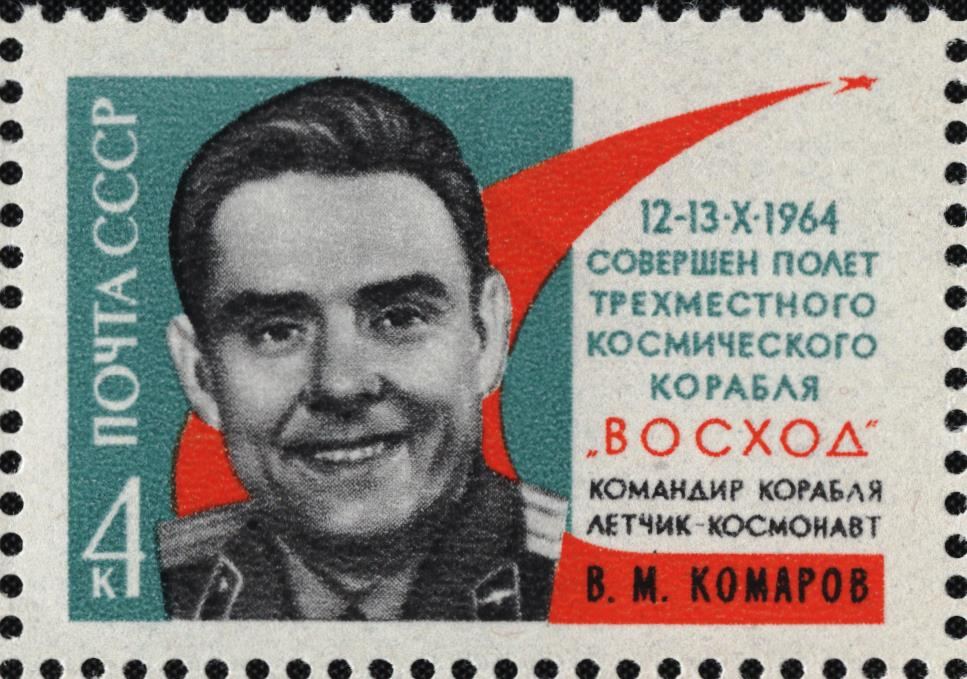
Vladimir Komarov som motiv på ryskt frimärke 1964.

Sojuz 1 (ryska: Союз-1) var det första bemannade testet med en Sojuz-farkost. Raketen sköts upp den 23 april 1967 från Kosmodromen i Bajkonur, Kazakstan.
Planerna kantades av rykten om att det skulle ske ett rymdmöte mellan två bemannade rymdfarkoster. Ett ökat tempo i uppskjutningarna under föregående månader tycktes tyda på att de obemannade provflygningarna slutfördes med en farkost större än Voschod, i en bana med vinkeln 51-52 grader mot ekvatorn. 

## Rymdfärden
Uppskjutningen kom att ske med en enda astronaut, Vladimir Komarov, den astronaut som tidigare varit chefspilot på Voschod 1. Banan hade vinkeln 51,68o mot ekvatorn och varierade i höjd mellan 201 och 224 km. Jurij Gagarin var reserv för Komarov.
Färden kantades av problem. Bland annat fungerade inte solpanelerna som de skulle. Rapporterna från rymden var dock huvudsakligen positiva, med en astronaut på gott humör, som utförde diverse uppgifter och uppdrag. Inför återinträdet i jordens atmosfär uteblev rapporteringen tills 17:23 Moskvatid när den överraskande nyheten om Komarovs död lämnades.

En officiell kommuniké förklarade att Komarov varit i kontakt med markstationerna på det 19:e varvet, när nedfärden påbörjades. Han rapporterade 
| ” | Vid god hälsa. Systemen fungerar bra. | „ |

 Detta var ungefär 06:00 östeuropeisk tid. Under nedfärden trasslade fallskärmarna ihop sig på 7 kilometers höjd och landningskapseln störtade till marken. Vladimir Komarov störtade över Sovjetunionen och omkom omedelbart vid kraschen. Detta blev den första dödsolyckan under rymdflygning.

## Arv
Tragedin med Sojuz 1 försenade lanseringen av Sojuz 2 och Sojuz 3 till den 25 oktober 1968. Detta uppehåll på arton månader, tillsammans med explosionen av en obemannad N-1-raket den 3 juli 1969 omkullkastade de sovjetiska planerna på att landa en kosmonaut på Månen. Det ursprungliga uppdraget för Sojuz 1 och Sojuz 2 slutfördes till sist av Sojuz 4 och Sojuz 5.
Den arton månader långa förseningen medförde ett kraftigt förbättrat Sojuz-program, där man bland annat kunde tillämpa förbättringar som gjorts i Apolloprogrammet efter Apollo 1-tragedin. Trots att Sojuz misslyckades med att nå Månen kom den att återanvändas från att utgöra mittstycke i Zondprogrammet till Saljutprogrammets passagerarfärja, rymdstationen Mir och den Internationella rymdstationen. Fastän den drabbats av ännu en tragedi i samband med Sojuz 11-olyckan 1971, och drabbades av flera incidenter med icke-dödliga avfyrningsavbrott och landningsmissöden, har den blivit en av de mest långlivade och mest pålitliga bemannade rymdfarkoster som än så länge har utformats.
Komarov högtidlighålls med två minnesmärken som finns kvar på Månens yta: en som lämnats vid Tranquility Base av Apollo 11, och Fallen Astronaut-minnestavlan som lämnats av Apollo 15.